# Жостер
Жо́стер (лат. Rhámnus) — род двудольных цветковых растений, входящий в семейство Крушиновые (Rhamnaceae). Типовой род семейства.
Типовой вид рода — Жостер слабительный. Плоды многих видов используются в медицине в качестве слабительного.

## Ботаническое описание
Род Жостер включает листопадные и вечнозелёные кустарники и небольшие деревья, иногда покрытые шипами.
Листья чаще всего расположены очерёдно, редко супротивно, с цельным или зазубренным краем.
Цветки однополые или раздельнополые (если раздельнополые, то растения обычно двудомные), собранные в пазухах листьев в небольшие кистевидные соцветия. Лепестки имеются не у всех видов, очень мелкие, узкие. Чашечка колокольчатой формы, разделена на четыре доли. Завязь верхняя, обычно двух- или трёхгнёздная. Цветёт в мае — июне.
Плод — чёрная блестящая костянка с двумя — четырьмя семенами. Плодоносит в августе — сентябре.

## Распространение и экология
Род Жостер обладает очень обширным ареалом, его виды распространены на всех континентах, кроме Австралии.
Жостер широко распространён в европейской части России и на Кавказе, в Западной Сибири и в Средней Азии. Растёт в основном в зарослях разных кустарников, по берегам рек и под пологом широколиственного редколесья.

## Классификация

### Таксономическое положение
- Rhamnus L., 1753, Sp. Pl. : 193

Род Жостер включается в семейство Крушиновые (Rhamnaceae) порядка Розоцветные (Rosales), последовательно входящего в более крупные клады Фабиды → Розиды → Суперрозиды → Эвдикоты → Цветковые растения. Таксономическая схема в соответствии с Системой APG IV по состоянию на июнь 2024 года:
|  |                          |  |                                   |                                   |                      |  | еще 8 семейств |              |              |                                                              |
|  |                          |  |                                   |                                   |                      |  |                |              |              | 149 подтвержденных видов и 123 вида, ожидающих подтверждения |
|  |                          |  |                                   | порядок Розоцветные               |                      |  |                |              | род Жостер   |                                                              |
|  |                          |  |                                   | порядок Розоцветные               |                      |  |                |              | род Жостер   |                                                              |
|  | клада Цветковые растения |  |                                   |                                   | семейство Крушиновые |  |                |              |              |                                                              |
|  | клада Цветковые растения |  |                                   |                                   |                      |  |                |              |              |                                                              |
|  |                          |  | ещё 63 порядка цветковых растений | ещё 63 порядка цветковых растений |                      |  |                | еще 60 родов | еще 60 родов |                                                              |
|  |                          |  |                                   | ещё 63 порядка цветковых растений |                      |  |                |              | еще 60 родов |                                                              |

### Синонимы
- Alaternus Mill.
- Ampeloplis Raf.
- Apetlorhamnus Nieuwl.
- Apetlothamnus Nieuwl. ex Lunell
- Atadinus Raf.
- Atulandra Raf.
- Cardiolepis Raf.
- Cervispina Ludw.
- Endotropis Raf.
- Forgerouxa Neck.
- Girtanneria Neck.
- Lithoplis Raf.
- Oreoherzogia W.Vent
- Sciadophila Phil.
- Ventia Hauenschild

### Виды
Некоторые из них:
- Rhamnus alaterna L., 1753 — Жостер вечнозелёный
- Rhamnus alnifolia L'Hér., 1789 — Жостер ольхолистный
- Rhamnus alpina L., 1753 — Жостер альпийский
- Rhamnus cathartica L., 1753 typus — Жостер слабительный
- Rhamnus davurica Pall., 1776 — Жостер даурский
- Rhamnus diamantiaca Nakai, 1917 — Жостер диамантский
- Rhamnus dolichophylla Gontsch., 1934 — Жостер длиннолистный
- Rhamnus frangula L., 1753 — Жостер ломкий
- Rhamnus imeretina Booth, Petz. & Kirchn., 1864 — Жостер имеретинский
- Rhamnus leptophylla C.K.Schneid., 1908 — Жостер узколистный
- Rhamnus lycioides L., 1762
- Rhamnus parvifolia Bunge, 1831 — Жостер мелколистный
- Rhamnus prinoides L'Hér., 1789
- Rhamnus pumila Turra, 1764 — Жостер низкорослый
- Rhamnus purshiana DC., 1825 — Жостер Пурша
- Rhamnus ussuriensis J.J.Vassil., 1940 — Жостер уссурийский
- Rhamnus utilis Decne., 1857 — Жостер полезный
- Rhamnus wightii Wight & Arn., 1834